# Vantaankoski vasútállomás
Vantaankoski vasútállomás Finnországban, Vantaa településen található.

## Vasútvonalak
Az állomást az alábbi vasútvonalak érintik:
- Huopalahti–Vantaankoski-vasútvonal
- Vantaankoski–Tikkurila-vasútvonal

## Kapcsolódó állomások
A vasútállomáshoz az alábbi állomások vannak a legközelebb:
- Martinlaakso vasútállomás (Helsinki Central, dél, Huopalahti–Vantaankoski-vasútvonal, I Helsinki < Lentoasema < Helsinki)
- Vehkala vasútállomás (2015. július 1. – , Helsinki Central, észak, Vantaankoski–Tikkurila-vasútvonal, P Helsinki - Lentoasema- Helsinki, Lentoasema vasútállomás)